# Аца
А́ца (рос. Аца) — село у складі Красночикойського району Забайкальського краю, Росія. Входить до складу Захаровського сільського поселення.

## Населення
Населення — 175 осіб (2010; 210 у 2002).
Національний склад (станом на 2002 рік):
- росіяни — 100 %